# Собор Британских и Ирландских святых
Собор святых, в земле Британской и Ирландской просиявших — праздник Русской Православной церкви, установленный в память о древних святых неразделенной Церкви, просиявших в земле Британской и Ирландской. Собор празднуется в третью Неделю по Пятидесятнице.

## Установление празднования
Празднование установлено в 2007 году. 3 марта на имя патриарха Алексия II и Священного синода Русской православной церкви поступило прошение епархиального собрания Сурожской епархии с просьбой благословить установление дня соборной памяти Британских и Ирландских святых. 21 августа того же года на заседании Священного синода по этому прошению был сделан доклад председателем Синодальной Комиссии по канонизации святых преосвященным митрополитом Крутицким и Коломенским Ювеналием  (журнал заседаний Синода № 49). После доклада Священный синод принял следующее решение:

1. Благословить празднование Собора святых, в земле Британской и Ирландской просиявших, в третью Неделю по Пятидесятнице.
2. О включении в Месяцеслов Русской Православной Церкви имен древних святых неразделенной Церкви, просиявших в земле Британской и Ирландской, иметь суждение после получения полных агиографических и исторических материалов, касающихся их христианского подвига, времени и обстоятельств прославления и почитания.

Священный Синод в 2007 году благословил празднование собора в 3-ю Неделю по Пятидесятнице. На данный момент официально празднование Собора установлено только как местное, для Сурожской епархии. Касаемо имён конкретных святых, то на данный момент Сурожская епархия не предоставила исчерпывающую информацию о списке, поэтому и в Месяцеслов конкретные святые не были включены. Митрополит Антоний был первым иерархом, который поместил икону «Собор ирландских и британских святых» в своем кафедральном храме.

## Список святых
| Образ | Имя                                   | Лик               | Дата и место рождения                               | Дата и место смерти                          | Примечания                                                                                  |
| ----- | ------------------------------------- | ----------------- | --------------------------------------------------- | -------------------------------------------- | ------------------------------------------------------------------------------------------- |
|       | Патрикий, архиепископ Армский         | равноапостольный  | Баннавента Берниэ, Британия 387                     | Даунпатрик, Ирландия 17 марта 460 или 493    | Просветитель Ирландии. Автор Исповеди и Послания к Коротикусу.                              |
|       | Давид, архиепископ Меневийский        | равноапостольный  | Ветус Меневия, Британия 500                         | Сент-Дейвидс, Уэльс 1 марта 589              | Просветитель Уэльса. Боролся с ересью пелагианства.                                         |
|       | Августин, архиепископ Кентерберийский | святитель         | Рим, Италия Первая треть VI века                    | Кентербери, Кент 26 мая 604                  | На кафедре с 597 по 604.                                                                    |
|       | Феодор, архиепископ Кентерберийский   | святитель         | Тарс, Киликия, Византия 620                         | Кентербери, Кент, Англия 19 сентября 690     | На кафедре с 668 по 690.                                                                    |
|       | Данстан, архиепископ Кентерберийский  | святитель         | Балтонсборо, Сомерсет, Англия 909                   | Кентербери, Кент, Англия 19 мая 988          | На кафедре с 959 по 988.                                                                    |
|       | Иоанн, архиепископ Йоркский           | святитель         | Харфэм, Восточный Йоркшир, Англия Середина VII века | Беверли, Восточный Йоркшир, Англия 7 мая 721 | На кафедре с 705 по 717. Основатель монастыря в Беверли.                                    |
|       | Освальд, архиепископ Йоркский         | святитель         | Дания Первая треть X века                           | Йорк, Англия 29 февраля 992                  | На кафедре с 972 по 992.                                                                    |
|       | Дубриций, архиепископ Лландаффский    | святитель         | Мадли, Херефордшир, Англия 465                      | Бардси, Уэльс 550                            | На кафедре до 545 года. Отшельник на острове Бардсей.                                       |
|       | Айдан, епископ Линдисфарнский         | святитель         | Коннахт, Ирландия 600                               | Бамборо, Нортумбрия, Англия 31 августа 651   | На кафедре с 635 по 651. Основатель монастыря на острове Линдисфарн.                        |
|       | Катберт, епископ Линдисфарнский       | святитель         | Данбар, Нортумбрия, Шотландия 634                   | Иннер Фарне, Нортумбрия, Англия 20 марта 687 | На кафедре с 685 по 687. Его именем назван список Евангелия от Иоанна (Евангелие Катберта). |
|       | Этельвольд, епископ Уинчестерский     | святитель         | Уинчестер, Хэмпшир, Англия Между 904 и 909          | Беддингтон, Суррей, Англия 1 августа 984     | На кафедре с 963 по 984.                                                                    |
|       | Айдан (Мэдок), епископ Фернский       | святитель         | Каван, Ирландия 550                                 | Фернс, Уэксфорд, Ирландия 31 января 632      | На кафедре с 598 по 632. Чудотворец.                                                        |
|       | Коламба, игумен Айонский              | преподобный       | Гартан, Донегол, Ирландия 521                       | Айона, Шотландия 9 июня 597                  | Основатель монастыря на острове Айона. Один из 12 апостолов Ирландии.                       |
|       | Тейло, епископ Лландаффский           | преподобный       | Пеналли, Пембрукшир, Уэльс 500                      | Лландейло, Кармартеншир, Уэльс 9 февраля 560 | Строитель монастырей и церквей в Уэльсе.                                                    |
|       | Ильтуд, игумен Ллантвитский           | преподобный       | Бретань, Франция Первая половина V века             | Ллантвит, Уэльс VI век                       | Основатель монастыря Ллантвит Фавр.                                                         |
|       | Патерн, епископ Ваннский              | преподобный       | Бретань, Франция Вторая половина V века             | Ванн, Бретань, Франция 15 апреля 510         | Основатель монастыря Лланбадарн Фавр. Один из 7 просветителей Бретани.                      |
|       | Гильда Мудрый, аббат Рюиский          | преподобный       | Альт Клут, Уэльс 500                                | Рюи, Бретань, Франция 29 января 570          | Автор сочинения О погибели Британии                                                         |
|       | Кадок Мудрый, аббат Лланкарфанский    | преподобномученик | Гуинллуг, Монмутшир, Уэльс 497                      | Баннавента, Британия 24 января 580           | Основатель монастыря Лланкарфан.                                                            |
|       | Хильда, игуменья Уитбийская           | преподобная       | Бамборо, Нортумбрия, Англия 614                     | Уитби, Англия 17 ноября 680                  | Основательница монастырей в Уитби и Хакнессе.                                               |

На данный момент можно с уверенностью опираться на список святых, отображенных на иконе, установленной митрополитом Антонием (Блумом) в кафедральном соборе Лондона для всенародного почитания:

| - Патрикий Армский - Давид Валлийский - Августин Кентерберийский - Австолл Корнуоллский - Адриан Кентерберийский - Албан Веруламский - Алфегий Кентерберийский - Асаф Ллан-Эльвийский - Беуно Клинногский - Бранвалладер Корнуоллский - Брендан Странник - Бригитта Ирландская - Брэннок Браунтонский - Вальбурга Хайденхаймская - Винифреда Трефинонская - Виннибальд Хайденхаймский - Вирин Дорчестерский - Витбурга Холкемская - Герман Мэнский - Гутлак Кроуландский | - Дубтах Армахский - Кадваладр Валлийский - Кевин Глендалохский - Кедд Ластингемский - Кенельм Валлийский - Кентигерн Стрэтклайдский - Колман Линдисфарнский - Махар Абердинский - Моненна Ирландская - Морвенна - Нектан Хартлендский - Неот Корнуоллский - Ниниан Уитхорнский - Нонна Валлийская - Освин Нортумбрийский - Осита Чичская - Павлин Йоркский - Петрок Корнуоллский - Свитин Винчестерский - Сейриол Пенмонский | - Серван Шотландский - Феликс Бургундский - Фридесвида Оксфордская - Фурсей Ирландский - Хедда Винчестерский - Эгвин Вустерский - Эдита Вильтонская - Эдмунд Мученик - Эдуард Мученик - Энсвита Фолкстоунская - Эрконвальд Лондонский - Этельдреда Элийская - Феодор Кентерберийский - Дунстан Кентерберийский - Иоанн Беверлийский - Освальд Вустерский - Дифриг Эргингский - Айдан Линдисфарнский - Катберт Линдисфарнский - Эдберт Линдисфарнский - Этельвольд Уинчестерский | - Айдан Фернский - Колумба - Тейло - Ильтуд - Патерн Уэльский - Гильда Премудрый - Кадок Мудрый - Хильда Уитбийская |